# 芜菁花叶病毒
芜菁花叶病毒（Turnip mosaic virus ，TuMV）是马铃薯Y病毒属的一种病毒，能够使芸薹属植物感染白菜病毒病。主要通过蚜虫进行传播，分布于亚洲、欧洲和北美洲。白菜得该病毒后，幼苗花叶、叶片会皱缩脆化、生长缓慢；成株无法正常开花结实。